# Jock Macdonald
John Harold Thomas „Jock“ Macdonald (* 31. Mai 1897 in Thurso, Schottland; † 3. Dezember 1960 in Toronto, Kanada) war ein kanadischer Maler, Illustrator, Druckgrafiker und Kunstpädagoge, der für seinen Beitrag zur Entwicklung der abstrakten Kunst und seine Rolle als Lehrer und Mentor bekannt ist. Als Mitbegründer von Künstlergruppen wie den Painters Eleven, der Canadian Group of Painters und der Federation of Canadian Artists hat er die kanadische Kunstszene nachhaltig beeinflusst.

## Leben
Nach seiner Ausbildung zum Bauzeichner in Edinburgh und seinem Einsatz im Ersten Weltkrieg studierte Jock Macdonald von 1919 bis 1922 am Edinburgh College of Art Design. Dort erhielt er eine Ausbildung in traditioneller Kunst, die er mit einem Diplom und einer Lehrbefähigung abschloss. Nach seinem Studium arbeitete er zunächst als Designer in England, bevor er 1926 nach Kanada ging, um an der Vancouver School of Decorative and Applied Arts (heute Emily Carr University of Art + Design) zu unterrichten.
In Vancouver begann Jock Macdonald unter dem Einfluss von Wassily Kandinsky und Frederick Varley (Mitglied der Group of Seven) mit der Öl- und Landschaftsmalerei. Seine frühen Werke sind von der Natur der Westküste inspiriert und zeigen einen spirituellen Zugang zu Formen und Farben. 1933 gründete er zusammen mit Varley das British Columbia College of Arts, eine innovative, aber kurzlebige Kunstschule. Während eines Aufenthalts auf der abgelegenen Insel Nootka in den 1930er Jahren entwickelte er seine Malerei weiter in Richtung Abstraktion.
Ab den 1940er Jahren wandte sich Jock Macdonald zunehmend der abstrakten Kunst zu. Durch den Kontakt zu surrealistischen Künstlern wie Grace Pailthorpe entwickelte er eine Methode des „Automatismus“, mit der er spontane, unbewusste Bildwelten schuf. Diese Technik beeinflusste viele seiner späteren Werke. Seine abstrakte Malerei fand in Kanada und den USA Anerkennung, auch wenn sie anfangs von Kollegen kontrovers diskutiert wurde. Während seiner Zeit am Ontario College of Art in Toronto (1947–1960) experimentierte Macdonald mit industriellen Materialien wie Duco- und Lucite-Farben, um eine größere Ausdruckskraft seiner Malerei zu erzielen.

## Einfluss und Vermächtnis
Jock Macdonald war ein engagierter Lehrer, dessen Unterricht viele junge Künstler beeinflusste. Er nahm an zahlreichen nationalen und internationalen Ausstellungen teil und erhielt 1954 ein Stipendium, das es ihm ermöglichte, in Frankreich zu arbeiten und neue Techniken zu erforschen. Bis zu seinem Tod 1960 war er eine zentrale Figur in der kanadischen Kunst und gilt als einer der wichtigsten Wegbereiter der abstrakten Kunst des Landes.